# Sézanne
Sézanne – miejscowość i gmina we Francji, w regionie Grand Est, w departamencie Marna.
Według danych na rok 1990 gminę zamieszkiwało 5829 osób, a gęstość zaludnienia wynosiła 255 osób/km².
W okolicy Sézanne znaleziono bogatą (65 gatunków) florę kopalną wieku taneckiego (paleocen), którą opisał Gaston de Saporta.